# درماتوم

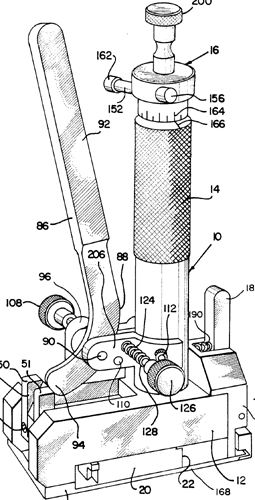
نمای کلی از نوعی درماتوم

درماتوم (به انگلیسی: Dermatome) ابزار جراحی مورد استفاده برای تولید برشی نازک از پوست ناحیه دهنده به جهت ایجاد گرافت پوستی می‌باشد. درماتوم‌ها شامل چهار نوع تیغه‌ای، رنده موتوری، استوانه‌ای و هوایی می‌باشند.
1. درماتوم رنده-موتوری: گرافت به وسیله تیغهٔ چاقو که بمانند تیغه برنده مو، به عقب و جلو حرکت می‌کند به دست می‌آید.
2. درماتوم استوانه‌ای: دارای صفحه‌ای چرخان جهت انجام گرافت می‌باشد.
3. درماتوم تیغه‌ای

شامل انواع
- فریس-اسمیت
- واتسون
- وک

1. درماتوم هوایی: امروزه کاربرد زیادی در سراسر جهان دارد و برای گرافت پوستی بزرگ استفاده می‌گردد.[۳]